# Dějiny Skotska

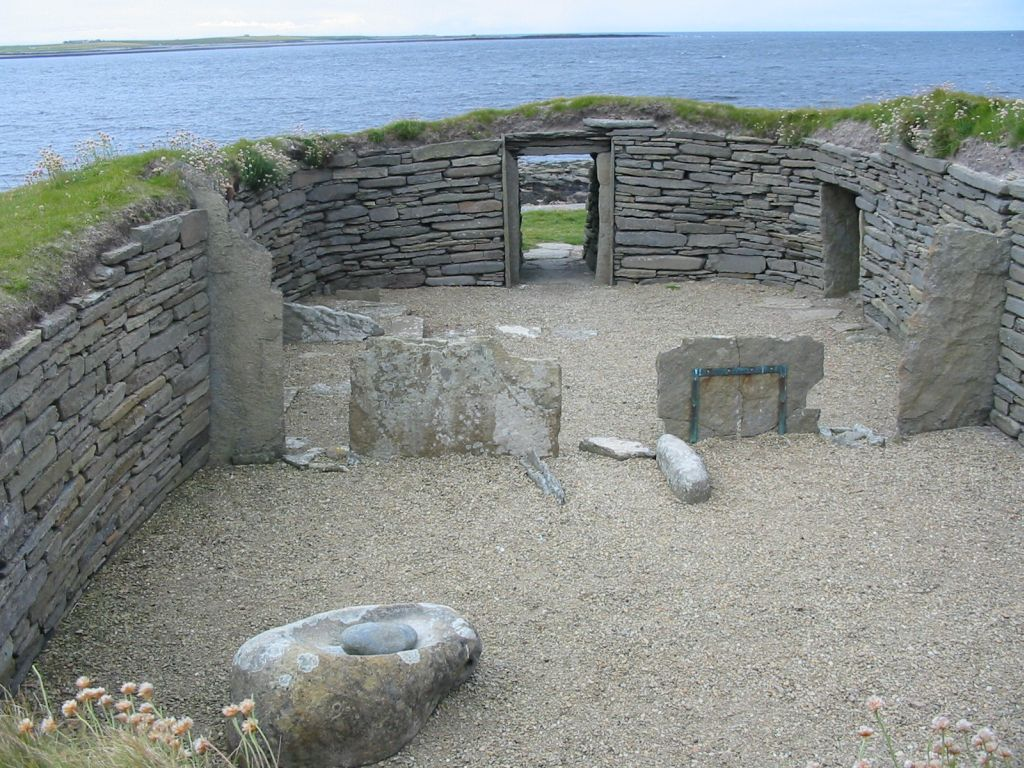
Nejstarší dochovaný dům v severní Evropě Knap of Howar je z období asi 3500 let př. n. l.

Dějiny Skotska se datují od období přibližně před 14 000 lety, kdy po poslední době ledové začala být osidlována oblast současného Skotska. Existují mnohé nálezy artefaktů z doby kamenné, bronzové a železné, ale pouze málo písemných informací z té doby.
Písemné záznamy o Skotsku se začaly objevovat s příchodem Římanů do Velké Británie, kteří obsadili Anglii, Wales a Skotskou nížinu. Severní část země, Římany nazývaná Kaledonie, ponechali jejím původním obyvatelům, převážně Piktům, protože náklady na vojenskou přítomnost v této oblasti byly pro ně příliš velké.
Pro zeměpisnou polohu a jeho závislost na obchodních trasách po moři, udržovalo království blízké vztahy s jižními a východními zeměmi v Baltském moři, s Irskem a Francií. Po přijetí zákona o sjednocení roku 1707 se Skotsko stalo součástí Království Velké Británie. Průmyslová revoluce přispěla k rozvoji země a Skotsko se stalo jednou z průmyslových oblastí Evropy. Po druhé světové válce došlo, podobně jako i v jiných zemích, i ve Skotsku k útlumu průmyslu, který byl v posledních letech nahrazen rozvojem služeb ve finančním sektoru, těžbou ropy a zemního plynu a vznikem částečně autonomního Skotského parlamentu.

## Raná historie
Tábory mezolitických lovců, jejichž pozůstatky objevili archeologové poblíž Biggaru a jejichž stáří odhadují na období okolo rok 8500 př. n. l., vytvářely první osídlení Skotska. Nálezy prvního trvalého obydlení neolitickými zemědělci z Knap of Howar pocházejí asi z doby 3500 př. n. l. V době okolo roku 3000 př. n. l. vznikaly kamenné kruhy například Ring of Brodgar na Orknejích nebo Callanish Stones. Byly součástí megalitické kultury, která dala vzniknout i kamenným útvarům ve Stonehenge, a které současní historici označují za astronomické observatoře.
Stavba mohyl pokračovala i v době bronzové a později se objevují i opevněné tvrze, jak dokazují nálezy na Eildon Hill, pocházející z doby 1000 př. n. l., kde byly nalezeny pozůstatky stovky domů uvnitř ohrazeného návrší. Kultura a jazyk britských Keltů se do Skotska rozšířila v období po 8. století př. n. l. a začal vznikat systém království. V době po roce 700. př. n. l. začalo být budováno mnoho pevností a opevněných měst, což podporuje obraz o existenci mnoha bojovných kmenů, později popsaný Římany.

## Vpád Římanů

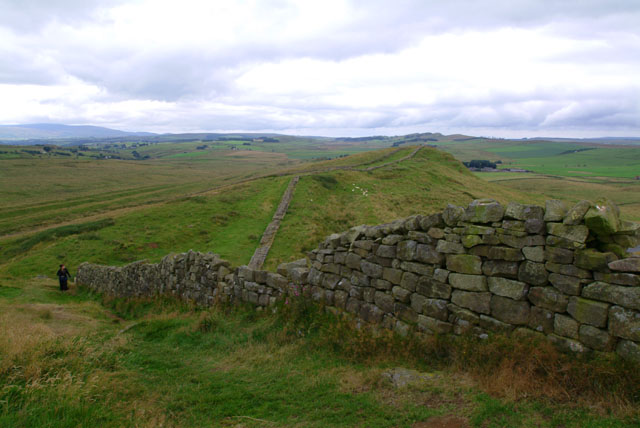
Hadriánův val

Římané zahájili invazi do Británie roku 43. Po vojenských úspěších na jihu země vojsko vedené Agricolou vstoupilo roku 79 do Skotska, kde se střetlo s ostrým odporem Kaledoňanů. V letech 82 nebo 83 vyslal Agricola flotilu lodí, která obeplula zemi až k Orknejským ostrovům. Roku 84 Římané porazili Kaledoňany v Bitvě u Mons Graupius.
I když se Římanům nezdařilo obsadit Kaledonii, pokusili se zde upevnit svou pozici vybudováním několika opevnění a silnic. Nakonec byli nuceni se stáhnout (nebo se k tomu rozhodli sami) poté, co zjistili, že půda není dostatečně úrodná, aby zaplatila náklady na udržování vojenské přítomnosti.
V té době byly ve Skotsku dvě hlavní skupiny obyvatel. Piktové, původní skotští obyvatelé, kteří ovládali většinu severu země, a Britonové (Římany ovlivnění britští Keltové), kteří sídlili v jižní části země. Křesťanství do Skotska rozšířil svatý Ninius, který ze své základny v místě současného Whithornu rozšiřoval náboženství na jih a východ Skotska a sever Anglie. Podle svatého Patrika a svatého Kolumby ale Piktové po smrti Ninia křesťanství zavrhli. Další pokus o šíření křesťanství zahájil svatý Kolumba, který se usídlil se svolením piktských králů na ostrově Iona. Obrácení piktského krále Brideie na křesťanskou víru je považováno za klíčovou událost pro rozšíření křesťanství ve Skotsku.

## Války za nezávislost
Na konci roku 1292 se stal skotským panovníkem John Balliol, poté co jeho hlavní soupeř Robert Bruce vzdal svou snahu o trůn. V následujících letech se Eduard I. snažil využít svůj vliv k tomu, aby podrýval Janovu autoritu a skotskou nezávislost. Roku 1295 Jan na nátlak svých rádců vytvořil spojenectví s Francií. Roku 1296 Eduard s vojskem vtrhl do Skotska a Jana svrhl.

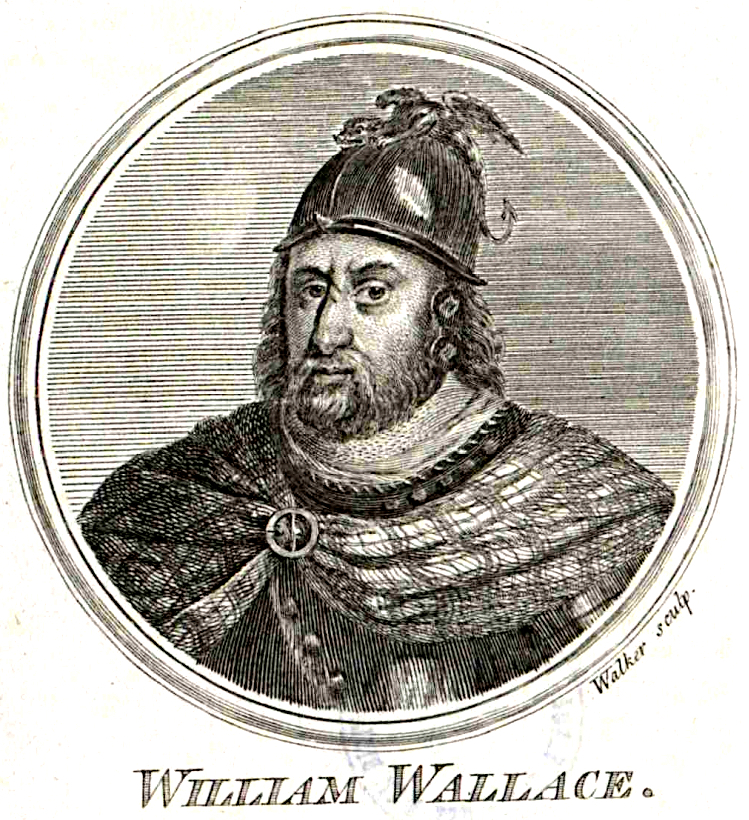
William Wallace - hlavní postava odporu proti Anglii

Následující rok William Wallace a Andrew de Moray podnítil jižní a severní část země k odporu proti okupaci. Spolu vedli skotské vojsko ve vítězné bitvě u Stirlingského mostu. Na krátkou dobu poté vedl Wallace Skotsko ve jménu krále Jana. Eduard se poté postavil do čela anglické armády a Wallaceho v bitvě u Falkirku porazil. Wallacemu se podařilo uniknout, rezignoval na funkci správce Skotska, kterou převzali John Comyn a Robert Bruce.
V únoru 1306 Robert Bruce nechal Comyna zavraždit a v březnu se nechal korunovat na skotského krále. Eduardova armáda ovládla zemi poté, co Bruceho malé vojsko porazila v bitvě u Methvenu. Bruce byl exkomunikován, ale postupně se mu podařilo získat podporu vlivných šlechticů a pouze hrady Bothwell a Stirling zůstaly pod kontrolou Angličanů. Syn Eduarda I., Eduard II., vyrazil do Skotska, aby přerušil obléháni hradu Stirling, ale v bitvě u Bannockburnu byl poražen a Skotsko tak získalo roku 1314 de facto nezávislost.
Roku 1326 bylo svoláno jednání Skotského parlamentu. Ten se vyvinul z původního jednání rady aristokracie a církevních hodnostářů, která byla ustanovena okolo roku 1235. Roku 1326 se k nim připojili i zástupci měst a vytvořili tak zastoupení tří stavů. Roku 1328 podepsal Eduard III. mírovou dohodu z Northamptonu a formálně tak uznal skotskou nezávislost. Po smrti Roberta Bruceho ale Angličané roku 1329 znovu vpadli do Skotska, na trůn dosadili potomka Johna Balliola a zahájili tak další válku o skotskou nezávislost. Skoty vedl Andrew de Moray a záměr Angličanů dosadit Balliola byl neúspěšný. Eduard III. po vypuknutí stoleté války ztratil zájem o boje ve Skotsku. David II. Skotský, Robertův syn a nástupce, se vrátil z přechodného exilu ve Francii a Balliol svůj nárok na trůn bez podpory Angličanů vzdal.

## Středověk

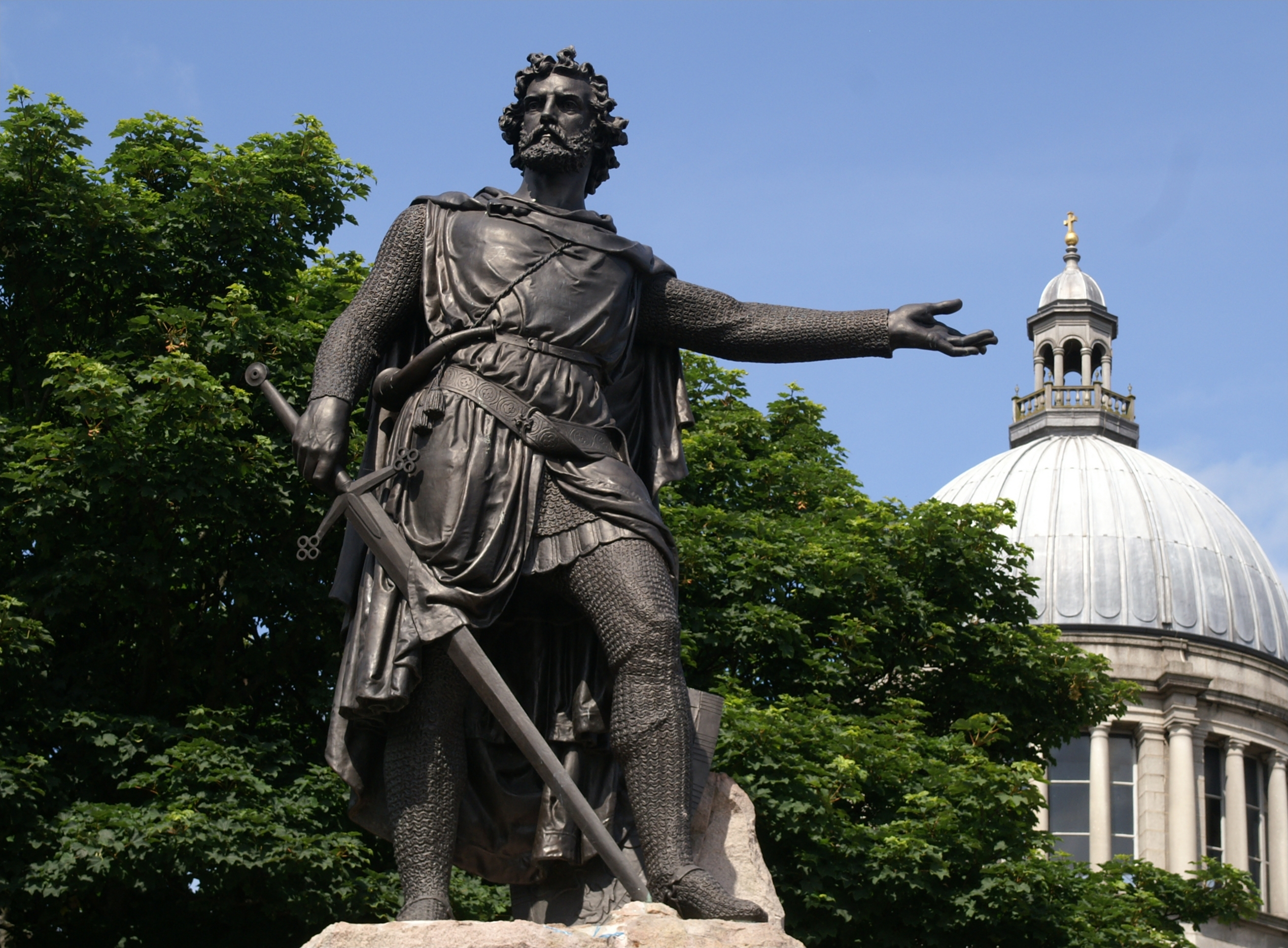
Socha Williama Wallace

Problémy ve vztazích mezi Skotskem a Anglií pokračovaly. Robert III. se po podezřelé smrti svého nejstaršího syna Davida obával o život svého druhého syna a následníka Jakuba a tak ho poslal roku 1406 do Francie. Angličané ho ale na cestě zajali a dalších 18 let ho drželi v zajetí. Po Robertově smrti vládli v zemi jeho regenti a Skotsko se dostalo do stavu anarchie a bezvládí. Roku 1424 zaplatilo za Jakuba výkupné a ten se vrátil do země. Rozhodl se obnovit právo a pořádek a silou se vypořádal s jakýmkoli odporem. Tím v rukou panovníka soustředil daleko větší moc než předchozí skotští králové. Tento postup mu vytvořil mnoho nepřátel a vedl k jeho zavraždění.
V 15. století došlo k rychlému rozvoji školství a byly založeny univerzity – roku 1413 Univerzita Svatého Ondřeje, 1450 Glasgowská a 1450 Aberdeenská. Roku 1468 získalo Skotsko Orkneje a Shetlandy, jako dar pro Jakuba III. a jeho manželku Markétu. Jakub IV. se roku 1503 oženil s dcerou Jindřicha VII. a položil tak základ pro vznik unie v 17. století. Období jeho vlády je považováno za dobu kulturního rozkvětu a v té době do země dorazily myšlenky renesance.
Roku 1512 došlo k rozšíření spolupráce s Francií a následující rok byl Jakub IV. požádán, aby vpadl do Anglie a podpořil tak Francouze, kteří byli napadeni anglickým vojskem. V bitvě u Flodden Field ale Skotové utrpěli zdrcující porážku a král, mnoho šlechticů a asi 10 000 vojáků padlo. Vládu v zemi převzali regenti. Jakub V. Skotský se postupně vymanil z jejich vlivu a období jeho vlády bylo úspěšné až do dalšího neúspěšného střetu s Angličany v bitvě u Solway Moss roku 1542. Jakub zemřel krátce poté, co se mu narodila dcera Marie I. Skotská.

## Královna Marie

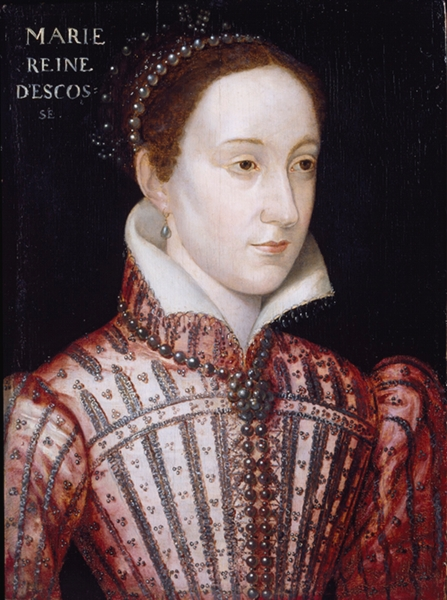
Královna Marie

Jindřich VIII. zahájil vojenské akce, které měly vést ke sňatku jeho syna Eduarda s Marií Stuartovnou. Marie Stuartovna proto byla poslána do Francie (jako nevěsta následníka francouzského trůnu) a její zájmy ve Skotsku hájila její matka Marie de Guise. Po smrti Jindřicha VIII. vyrazilo anglické vojsko pod vedením Eduarda Seymoura do Skotska, zvítězilo v bitvě u Pinkie Cleugh a obsadilo Edinburgh. Marie de Guise požádala Francii o vojenskou pomoc, ale poté, co v Anglii došlo k výměně regentů, stáhli se Angličané roku 1550 ze Skotska.
Marie de Guise od roku 1554 převzala regentství a podporovala francouzské zájmy v zemi, což ale vyvolalo nespokojenost mezi protestanty, kteří považovali Angličany za přirozené spojence. Marie de Guise zemřela roku 1560. Po podpisu mírové dohody z Edinburghu došlo ke stažení francouzského i anglického vojska ze Skotska. Ke konci roku 1560 byla zahájena reformace, když Skotský parlament zakázal Římskokatolickou církev a vykonávání mší.
Královna Marie Stuartovna byla ve Francii vychovávána v duchu katolictví a roku 1558 se provdala za francouzského prince Františka a po smrti jeho otce následující rok se stala i francouzskou královnou. Po smrti svého manžela se Marie, tehdy devatenáctiletá, rozhodla vrátit do Skotska. Navzdory svému soukromému přesvědčení se nepokusila obnovit katolické náboženství v protestantské zemi a tím rozzlobila významné katolické šlechtice. Její šestiletá vláda byla poznamenána krizemi způsobenými rozpory mezi vlivnými aristokraty. Její tajemník David Riccio byl zavražděn, poté byl zabit i její nepopulární manžel lord Darnley. Byla zajata a uvězněna a v červenci 1567 byla nucena abdikovat ve prospěch svého syna prince Jakuba I. Stuarta.
Z vězení se jí podařilo uniknout, ale roku 1568 po porážce v bitvě u Langside byla nucena uniknout do Anglie a zanechat ve Skotsku svého syna zastupovat regenty. V Anglii se stala nadějí katolíků, byla ale obviněna ze zrady a na příkaz Alžběty I. popravena. Roku 1603 po smrti bezdětné Alžběty I. připadl anglický trůn synovi Marie Sturtovny - Jakubovi I. Stuartovi, který tak vládl oběma zemím, v Anglii jako Jakub I. a ve Skotsku jako Jakub VI. Byl to tedy skotský král, který vládl Anglii.

## Válka biskupů
I když Skotsko i Anglie odmítly papežovu autoritu, probíhala reformace v obou zemích odlišně. Anglie zachovala většinu katolických tradicí, včetně liturgie a bohoslužby, ve Skotsku se prosazoval radikálnější kalvinismus. Jakub se snažil prosadit, aby Skotská církev přijala anglický přístup, ale neuspěl. Jeho syn Karel I. postupoval tvrději a roku 1637 zavedl povinnost použití anglické Knihy obecných modliteb jako základního dokumentu pro skotskou církev, což v zemi vyvolalo silný odpor.
Zástupci různých vrstev společnosti roku 1638 vytvořili národní covenant, dokument odmítající Karlovy reformy. V září téhož roku v Glasgow národní shromáždění církve vyloučilo biskupy jmenované anglickým panovníkem z církve. Karel shromáždil vojsko, ale protože obě strany nechtěly spor vyhrotit, byl v Berwicku dohodnut přechodný smír. Rozpory nebyly řešeny a roku 1640 byla Karlova severní armáda Skoty u Newburnu poražena. Karel se snažil povolat posily z katolického Irska, ale po silných protestech v Anglii i Skotsku byl nucen od tohoto plánu odstoupit. Pro získání finančních prostředků na výpravu do Skotska byl nucen svolat jednání anglického parlamentu. Poslanci požadovali na oplátku po panovníkovi reformy, které Karel odmítl provést. Tento spor posléze vyústil do občanské války.

## Občanská válka
Po vypuknutí občanské války požádal anglický parlament skotské covenantery o vojenskou pomoc proti Karlovi. Skotové obdrželi záruku vytvoření samostatné skotské církve a prohloubení reforem v Anglii. Skotské vojsko hrálo podstatnou roli v porážce Karlova vojska, zvláště v bitvě u Marston Mooru.
Postup covenanterů proti anglickému králi však nepodporovala celá země. Roku 1644 James Graham zorganizoval podporu pro krále na Skotské vysočině. Jeho vojsko bylo malé, ale s podporou asi 1 000 Irů dosáhl přechodného úspěchu. V záři vypukla občanská válka i ve Skotsku. První bitvu vyhrálo Grahamovo vojsko u Tippermuiru a následovaly další vítězné střety s málo vyzbrojenými covenantery. Poté se ale Graham obrátil na sever proti Campbellovým. Krátce nato byl poražen u Philiphaughu, pokračoval v boji s čerstvými silami, ale nakonec v červenci roku 1646 bylo jeho vojsko rozpuštěno poté, co se Karel vzdal skotské armádě.
Karel byl zajat a uvězněn, ale zahájil jednání s umírněnými skotskými presbyteriány, kterým za svou podporu slíbil postupné prosazení presbyteriánství i v Anglii. Vévoda z Hamiltonu vyrazil s vojskem do Anglie, aby Karla osvobodil, ale v srpnu 1648 byl Oliverem Cromwellem v bitvě u Prestonu poražen.
Oliver Cromwell vpadl se svým vojskem do Skotska a roku 1650 jeho vojsko v bitvách u Dunbaru a Worcesteru porazil. Skotsko bylo poté okupováno vojskem vedeným Georgem Monckem a začleněno do Commonwealthu ovládaného puritány. Po obnovení vlády Stuartovců získalo Skotsko znovu nezávislost.

## Jakobité
Jakub VII. se snažil prosadit náboženskou svobodu pro katolíky. To, spolu s odporem proti absolutismu, vyvolalo v zemi nepokoje. Na pozvání vlivných šlechticů dorazil do Anglie Vilém III. Oranžský s vojskem čítajícím asi 40 000 mužů a poté, co Jakub utekl ze země, ujala se dvojice vlády v Anglii (viz Slavná revoluce). Vilém akceptoval omezení moci anglického panovníka přijetím Bill of Rights a taktéž pro Skotsko stanovil Claim of Right.
Většina vlivných skotských šlechticů podporovala Viléma, ale mnoho aristokratů, především z vysočiny, podporovalo Jakuba. Tento rozpor vyvolal mnohé vzpoury příznivců návratu Stuartovců na britský trůn. Roku 1689 Jakobité porazili Vilémovo vojsko, ale v bitvě u Dunkeldu byli poraženi a jejich vůdce John Graham padl. Jakubovo vojsko bylo Vilémem poraženo v Irsku roku 1691 a tím byla tato vzpoura na určitou dobu potlačena.

## Unie
V období po roce 1700, kdy vládla bezdětná Anna Stuartovna, existovalo nebezpečí pro protestantskou zemi, že by se jejím panovníkem mohl stát katolík Jakub Francis Stuart. Z obavy o návrat katolicismu anglický parlament přijal roku 1701 zákon, kterým stanovil následníci na trůnu Žofii Hannoverskou a její potomky. Avšak podobný skotský zákon umožňoval výběr skotského panovníka skotským parlamentem, což by bývalo mohlo vést k odloučení obou království. Než aby riskoval možné nástupnictví Stuarta, naléhal anglický parlament na sjednocení obou zemí, které, navzdory určité opozici ve Skotsku, vešlo v platnost roku 1707.
Zákon o sjednocení z roku 1707 potvrdil nástupnictví Hannoverské dynastie, zrušil anglický i skotský parlament a ustanovil parlament britský. Skotsko v Dolní sněmovně obdrželo 45 křesel a vyslalo své zástupce do Sněmovny lordů. Skotská církev a skotské právo si zachovaly svou samostatnost. Nespokojenost se spojením obou zemí podnítila další vzpoury Jakobitů.

## Průmyslová revoluce

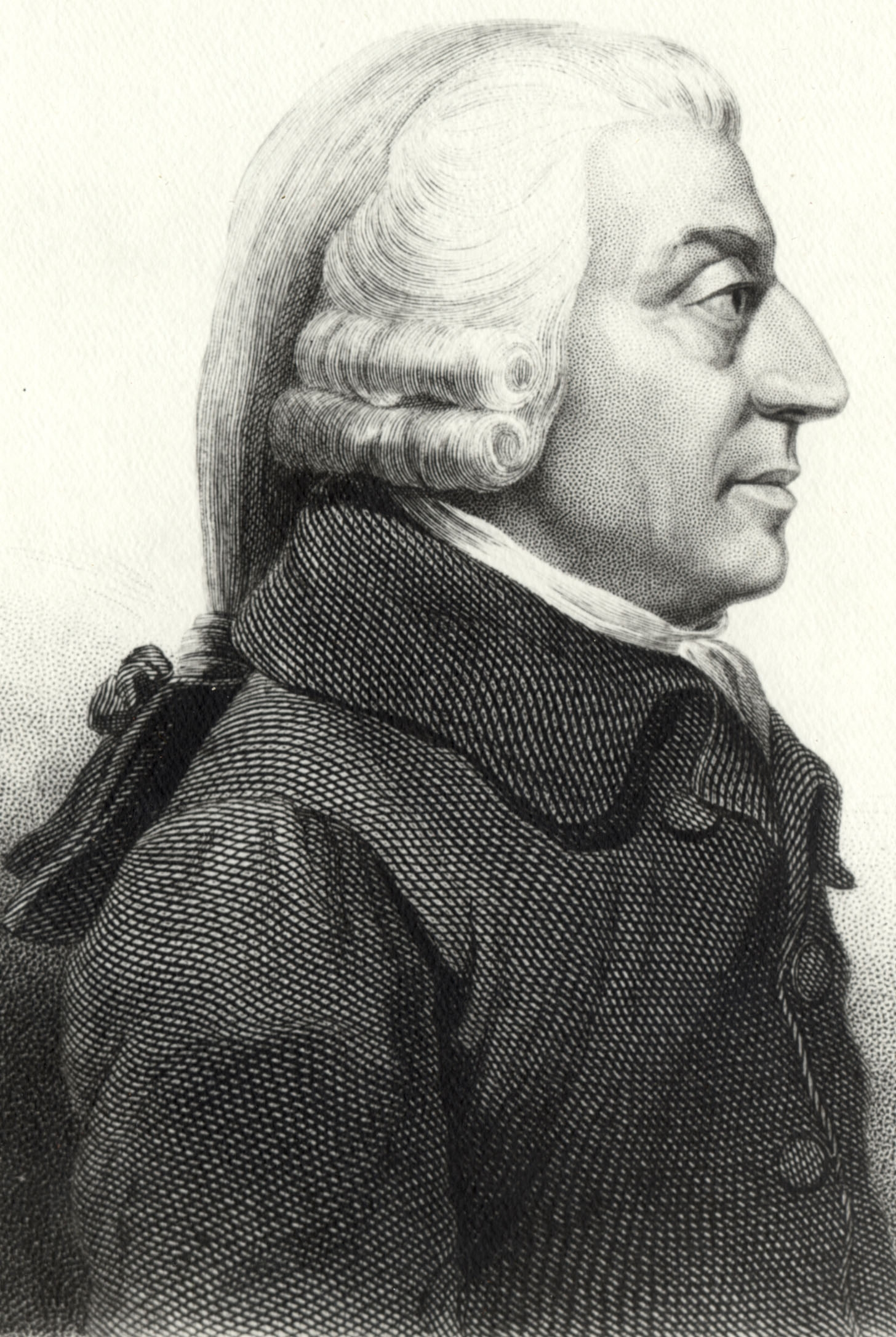
Adam Smith významný skotský ekonom

Po roce 1745 přijal parlament zákony, které měly zrušit systém klanů ve Skotsku. Vůdci klanů se stali majiteli půdy na území, které ovládali. Ti pak na této půdě začali provozovat pastevectví a docházelo k velkému odlivu obyvatel. Velká část odešla do Skotské nížiny, kde se stali pracovní silou pro společnosti vznikající v době průmyslové revoluce. Významné změny doznalo i zemědělství, kdy se oblast nížin přeměnila v území stabilně produkující velké množství potravin.
V 18. století došlo k bouřlivému rozvoji Glasgowa a Edinburghu. Na konci století se skotská nížina stále více stávala centrem těžkého průmyslu. Glasgow a oblast okolo řeky Clyde se staly centrem výstavby lodí. Glasgow byl v té době jedním z největších měst na světě a druhým městem impéria po Londýně.

## 20. století
Počátek století přinesl Skotsku mnohé problémy. Neúměrný počet vojáků ze skotské vrchoviny padlých v první světové válce tuto oblast silně poznamenal, mnohé vesnice ztratily všechny mladé muže. Zhoršené podmínky v průmyslové nížině, především v Glasgowě, vedly ke stávkám a politickým nepokojům. Vláda, která se obávala revoluce, dokonce vyslala do města vojsko.
V době druhé světové války byla průmyslová centra ve Skotsku terčem německých náletů. Ze skotské vysočiny bylo znovu odvedeno mnoho vojáků. Orkneje se staly důležitou základnou britského letectva. Po válce se situace skotského průmyslu, vlivem konkurence a neefektivního fungování, výrazně zhoršila. Počátek zlepšení ekonomické situace se datuje do období po roce 1970 a je svázán s nalezišti zemního plynu a ropy v Severním moři a orientaci na sektor poskytování služeb.
V té době se také obnovilo národnostní hnutí, prosazující nezávislost nebo spíše autonomii. Avšak referendum o této otázce roku 1979 skončilo neúspěchem zastánců autonomie. Opakované referendum v září 1997 skončilo pozitivním výsledkem pro odloučení a roku 1999 vznikl autonomní Skotský parlament.
Roku 2007 zvítězila ve volbách do Skotského parlamentu Skotská národní strana a vytvořila menšinovou vládu. Její předseda Alex Salmond vyjádřil naději, že do roku 2011 zorganizuje referendum o vyhlášení skotské nezávislosti. To se nakonec uskutečnilo až 18. září 2014, kde se většina obyvatel Skotska vyslovila pro zachování Unie s Velkou Británií.